# Kielmeyera obtecta
Kielmeyera obtecta är en tvåhjärtbladig växtart som beskrevs av N. Saddi. Kielmeyera obtecta ingår i släktet Kielmeyera och familjen Calophyllaceae. Inga underarter finns listade i Catalogue of Life.